# Bidi Bidi Bom Bom
Bidi bidi bom bom é uma canção da cantora mexicana-americana de Tejano pop Selena de seu álbum Amor prohibido (1994). Segundo single, "Bidi bidi bom bom" foi escrito por Selena e Pete Astudillo. Foi produzido por A.B. Quintanilla III – irmão de Selena – e Bebu Silvetti. Foi lançado em 13 de agosto de 1994 nos Estados Unidos. Foi apanhado por Tejano, contemporâneo rítmico e estações de rádio Latina contemporânea.
"Bidi bidi bom bom", considerado como canção de assinatura de Selena, foi uma música não planejada. Após seu primeiro rascunho por Selena, foi a canção inacabada durante a turnê Entre a mi mundo Tour de 1992 á 1993. Selena queria ver a reação dos fãs dela antes de completá-la. Apesar da reação positiva de seus fãs, a música não foi gravada na época. Ele foi modificado para um estilo de reggae de raízes para se tornar acessível para os hispânicos que estavam familiarizados com a música dela. Ganhou o prêmio de "Música mais executada do ano" no 1996 Broadcast Music Incorporated Latin Awards. No Tejano Music Awards, em 1994, "Bidi bidi bom bom" ganhou o prêmio "Canção do ano", enquanto na cerimônia de 2010, ele ganhou de "Melhor canção da década de 1990". "Bidi bidi bom bom" recebeu a avaliação positiva dos críticos de música contemporânea.
A canção teve extensa nas rádios nos Estados Unidos, alcançando número 1 na Billboard Hot Latin Tracks, o segundo single número um do Amor prohibido. Selena tinha promovido a canção durante três concertos do mundo, incluindo o Entre A Mi Mundo Tour (1992-93), Selena Live! Tour (1993 – 94) e a Amor Prohibido Tour (1994 – 95). O vídeo musical foi lançado em 10 de maio de 1994, foi lançada pelos principais canais de televisão de língua espanhola e recebeu críticas positivas dos críticos musicais. "Bidi bidi bom bom" foi regravada por muitos artistas desde o seu lançamento.

## Antecedentes e produção
"Bidi bidi bom bom", uma das primeiras canções compostas por Selena em seu quinto álbum de estúdio Amor prohibido (1994), é considerado como a canção de assinatura de Selena. Foi escrita por Selena e pelo dançarino Pete Astudillo, antes sendo organizado por Roger Emerson. A canção foi produzida pelo irmão de Selena e produtor musical A.B. Quintanilla, seu pai e empresário Abraham Quintanilla Jr e Bebu Silvetti. Selena gravou a canção no Q-Productions, estúdio de gravação do seu pai, em Corpus Christi, Texas.
Devido ao apoio de seu álbum anterior, Entre A Mi Mundo (1992), e durante o Entre A Mi Mundo Tour (1992 – 1993), Selena decidiu cantar uma canção que ela havia escrito recentemente. Inicialmente, a canção foi descrita como um peixe nadando livremente no oceano. Originalmente apelidado "Little Bidi Bubbles", em seguida "Little Bubbles" e "Swim Swim Swim!", a canção foi uma combinação de música reggae e cumbia de raízes. Foi usado para verificações de som nos ensaios da banda. Selena queria testemunhar as reações dos fãs para a música antes de completá-la. Apesar das reacções positivas dos fãs dela, esta versão não foi gravada para a turnê. Durante a coleta de inspiração para lançar um álbum progressivo exótico para ajudar a expandir a base de fãs de Selena, A.B. decidiu completar "Little Bidi Bubbles". A.B. tinha queria terminar a canção como uma música de reggae do Caribe misturada com cumbia colombiana para atrair os fãs da América Latina. Membros da banda e Astudillo ajudaram A.B. a escrever a música, e o viúvo de Selena, Chris Perez ajudou a reunir os solos de guitarra e fusão de Rock em "Bidi bidi bom bom".
Dentro de duas semanas da conclusão letras no início de 1994, Selena começou a gravar seu quinto álbum de estúdio. A.B. estava nervoso sobre a música, porque as composições mistas nunca tinham sido feitas antes por uma artista de Tejano. EMI Records tinham dificuldades em escolher o primeiro single do álbum. Selena e EMI queriam "Amor prohibido" como o primeiro single, considerando que A.B. quis "Bidi bidi bom bom" primeiro, e ele, sem sucesso, tentou convencer sua irmã e EMI. Selena tinha feito "Bidi bidi bom bom" no Q-produções. A canção levou menos de três dias para gravar. Depois que Selena foi assassinada, época em que ela estava trabalhando em um álbum de crossover, EMI Latin queria lançar o álbum inacabado, mas eles estavam com falta de canções. A.B. remixou a canção para Dreaming of You (1995).

## Lista de faixas
| US Promo Single |                     |                                          |                      |         |  |
| N.º             | Título              | Compositor(es)                           | Produtor(es)         | Duração |  |
| 1.              | "Bidi Bidi Bom Bom" | Pete Astudillo, Selena Quintanilla Perez | A.B. Quintanilla III | 4:14    |  |

| Mexico Promo Single |                     |                                    |                      |         |  |
| N.º                 | Título              | Compositor(es)                     | Produtor(es)         | Duração |  |
| 1.                  | "Bidi Bidi Bom Bom" | Pete Astudillo, Selena Quintanilla | A.B. Quintanilla III | 4:14    |  |

## Posições
| Gráfico (1994)                              | Posição |
| ------------------------------------------- | ------- |
| US Billboard Hot Latin Tracks               | 1       |
| US Billboard Latin Regional Mexican Airplay | 4       |
| US Billboard Latin Pop Airplay              | 11      |

## Outras versões
Com Selena Gomez - (2012) - No álbum Enamorada de Ti e no álbum For You